# Ведекинд, Арндт Фрайхер фон
Арндт Фрайхер фон Ведекинд (нем. Arnd Freiherr von Wedekind; вариант имени — Арнд, 3 июня 1919, Derschlag — 3 сентября 1943, Berlin-Plötzensee) — студент-антифашист, член немецкого сопротивления нацистскому режиму.

## Биография
Арндт Фрайхер фон Ведекинд родился в семье Ведекинд-цур-Хорст (нем. Wedekind zur Horst) и был правнуком доктора и революционера Георга Фрайхера фон Ведекинда. Он вырос у христианских родителей.
После окончания в Kaiserin-Friedrich-Gymnasium в Бад-Хомбург-фор-дер-Хёэ и работы в Имперской службе труда (нем. Arbeitsdienst), он хотел пойти по стопам своего отца и деда — офицеров. Вступив добровольцем в Вермахт, он вынужден был скоро выйти в отставку из-за серьёзной болезни.
В 1939 году Ведекинд переезжает во Франкфурт, чтобы изучать медицину.
В его интересы в те годы входило изучение русской истории и культуры. Он выучил русский язык и поддерживал контакт с российскими врачами. На ряде подобных встреч он жаловался на политическую ситуацию в Германии.
После начала Второй мировой войны приветствовал ожидаемое поражение Германии.
Был арестован Гестапо летом 1943 года.
1 сентября 1943 года предстал перед народным судом под руководством Роланда Фрейслера. В этот же день Арнд Фрайхер фон Ведекинд был приговорен к смерти; приговор был приведен в исполнение в Berlin-Plötzensee через два дня.

## Память
«Камень преткновения» (нем. Stolpersteine) был создан художником Gunter Demnig по адресу Zimmerweg 4 во Франкфурте.